# Landsgrub
Landsgrub ist ein Ortsteil der Gemeinde Altenthann im Oberpfälzer Landkreis Regensburg (Bayern).

## Geografische Lage
Die Einöde Landsgrub liegt in der Region Regensburg, etwa zwei Kilometer nördlich von Altenthann.

## Geschichte
Landsgrub wurde in der Gerichtsbeschreibung von 1599 noch nicht erwähnt.
1610 wird es erstmals als einschichtige Sölde genannt.
Es gehörte im 17. und 18. Jahrhundert zur Hofmark Altenthann.
Zum Stichtag 23. März 1913 (Osterfest) gehörte Landsgrub zur Pfarrei Altenthann und hatte ein Haus und 10 Einwohner.
Am 31. Dezember 1990 hatte Landsgrub vier Einwohner und gehörte zur Pfarrei Altenthann.